# Pura Penataran Agung Lempuyang
Pura Penataran Agung Lempuyang è un tempio indo-balinese (pura) sito sul monte Lempuyang nella Reggenza di Karangasem sull'isola di Bali in Indonesia.

## Descrizione
Pura Penataran Agung si trova sul pendio del Monte Lempuyang a 600 metri d'altezza.
L'ingresso esterno al santuario (jaba pisan) è contrassegnato da una porta spaccata candi bentar dipinta di bianco. Diverse "bale" (padiglioni balinesi) si trovano nel sanctum esterno, uno di questi è il "gong bong" rettangolare ("padiglione del gong") in cui sono conservati i gamelan. Un'altra bale in questo cortile è la bale kulkul in cui viene posto il tamburo per il richiamo alla preghiera.